# Næringsstof (plantenæring)
 For alternative betydninger, se Næringsstof. (Se også artikler, som begynder med Næringsstof)
Et næringsstof for planter er normalt de næringsstoffer, der optages fra jorden. De samme stoffer benævnes i andre sammenhænge som gødningsstoffer, næringssalte eller bare næring. I bredere forstand er næringsstof for planter den glukose, de selv fremstiller i fotosyntesen.
Disse mineralske stoffer optages i forskellig mængde, styret af plantens behov for dem. Nogle af stofferne bruges i kilovis pr. ha/år (makronæringsstoffer), mens andre stoffer kun skal bruges i gramvis pr. ha/år (mikronæringsstoffer).
- Makronæringsstoffer
  - kulstof 450.000ppm
  - brint 60.000ppm
  - ilt 450.000ppm
  - kvælstof 15.000ppm
  - fosfor 2.000ppm
  - kalium 10.000ppm
  - magnesium 2.000ppm
  - kalcium 5.000ppm
  - svovl 1.000ppm
- Mikronæringsstoffer
  - jern 100ppm
  - mangan 50ppm
  - zink 20ppm
  - kobber 6ppm
  - molybdæn 0,1ppm
  - bor 20ppm
  - klor 100ppm
  - silicium (kun visse plantegrupper)

Mængderne er angivet som milliontedele (ppm) af tørstoffet i repræsentative planter.
Det er principielt og også praktisk muligt at fremstille en blandingsgødning, som indeholder de nævnte stoffer i de rette mængdeforhold. Et godt eksempel på det har man i den såkaldte "Hornumblanding". Det er en gødning, som blev fremstillet efter den opskrift, man fik ved at analysere asken fra mange hundrede kilo rosenblade. Det kunne få én til at tro, at så er Hornumblandingen en gødning til roser. Det er den skam, men det viser sig, at den kan bruges til mange andre planter også. Hovedparten af de danske salatagurker er fremstillet på stenuldsmåtter, vandet med fortyndet rosengødning!
Det står dog efterhåndet klart, at næringsstoffer måske nok kan holde en enårig kulturplante i gang, men de ikke er tilstrækkelige til at få flerårige planter eller hele plantesamfund til at trives. Dertil kræves en jord med en høj grad af biodiversitet. De mange eksempler på allelopati mellem forskellige plantearter og symbiose mellem planter og svampe eller bakterier gør det indlysende, at planter behøver en levende jord.